# K (латиница)
K, k — одиннадцатая буква базового латинского алфавита. 
В латинском алфавите называется «ка» [ka], такое же название в немецком, французском и испанском алфавитах, но в английском алфавите называется «кей» [keɪ], а в итальянском «каппа» (итал. cappa, хотя используется только в заимствованиях). Буква «K» происходит от греческой буквы каппа (Κ).

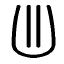
Протосемитская ладонь
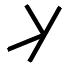
Финикийский каф
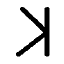
Этрусская K
Греческая каппа
Латинская K

## Употребление
- В физике буквой k обозначают коэффициент жесткости. Также — электрохимический эквивалент вещества.

| Название по-русски: ка. Код НАТО: Kilo (/ˈkiːlo/, [кило]). Азбука Морзе: −·− |                   |                                     |        |
| \| ● \| ○ \| \| ○ \| ○ \| \| ● \| ○ \| Шрифт Брайля                          | Семафорная азбука | Флаги международного свода сигналов | Амслен |
| ●                                                                            | ○                 |                                     |        |
| ○                                                                            | ○                 |                                     |        |
| ●                                                                            | ○                 |                                     |        |

- K — знак монетного двора в Бордо, ныне упраздненного[1].
- В химии К — символ калия.